# گلن کالر
گلن کالر (انگلیسی: Glen Culler; ۷ ژوئیهٔ ۱۹۲۷ – ۳ مهٔ ۲۰۰۳) دانشمند در زمینه اهل ایالات متحده آمریکا بود.
وی همچنین برندهٔ جوایزی همچون مدال ملی فناوری و نوآوری شده‌است.